# Physetocaris microphthalma
Physetocaris microphthalma is een garnalensoort uit de familie van de Physetocarididae. De wetenschappelijke naam van de soort is voor het eerst geldig gepubliceerd in 1940 door Chace.